# Masten Gregory

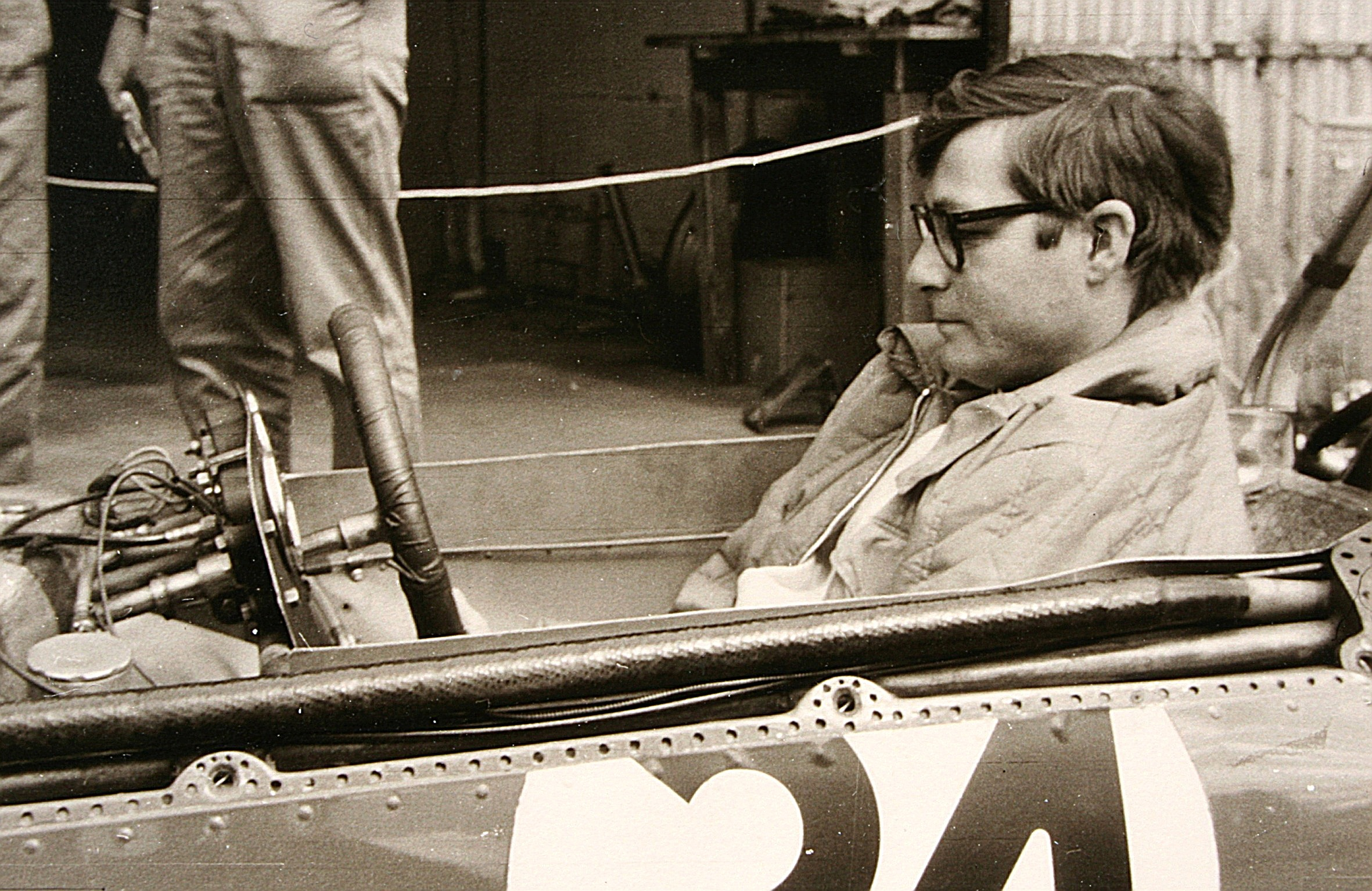
Gregory in 1965

Masten Gregory (Kansas City, Missouri, 29 februari 1932 – Porto Ercole, Italië, 8 november 1985) was een Formule 1-coureur uit de USA. Hij reed tussen 1957 en 1963 en in 1965 43 Grands Prix voor de teams Maserati, Cooper, Behra-Porsche, Lola, Lotus en BRM.